# Zamacra okamotonis
Zamacra okamotonis là một loài bướm đêm trong họ Geometridae.